# Aulacorthum
Aulacorthum är ett släkte av insekter som beskrevs av Alexandre Mordvilko 1914. Aulacorthum ingår i familjen långrörsbladlöss.

## Bildgalleri

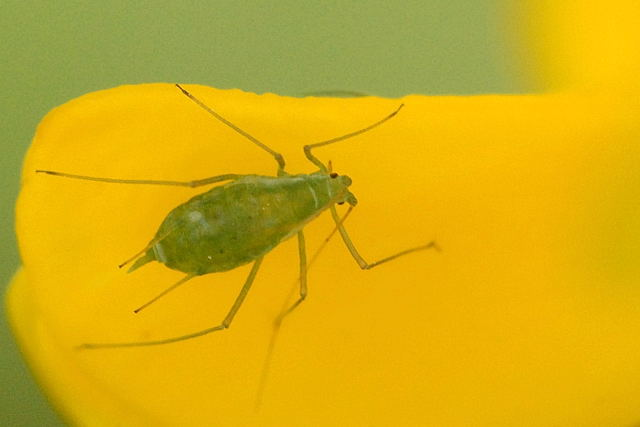

## Dottertaxa tillAulacorthum, i alfabetisk ordning[1][2]
- Aulacorthum aegopodii
- Aulacorthum albimagnolia
- Aulacorthum asteriphagum
- Aulacorthum asteris
- Aulacorthum cercidiphylli
- Aulacorthum circumflexum
- Aulacorthum cirsicola
- Aulacorthum cornaceae
- Aulacorthum corydalicola
- Aulacorthum cylactis
- Aulacorthum dasi
- Aulacorthum dorsatum
- Aulacorthum esakii
- Aulacorthum flavum
- Aulacorthum glechomae
- Aulacorthum ibotum
- Aulacorthum ixeridis
- Aulacorthum kerriae
- Aulacorthum knautiae
- Aulacorthum kuwanai
- Aulacorthum langei
- Aulacorthum ligularicola
- Aulacorthum linderae
- Aulacorthum magnoliae
- Aulacorthum majanthemi
- Aulacorthum muradachi
- Aulacorthum myriopteroni
- Aulacorthum nepetifolii
- Aulacorthum nipponicum
- Aulacorthum palustre
- Aulacorthum perillae
- Aulacorthum phytolaccae
- Aulacorthum pterinigrum
- Aulacorthum rhamni
- Aulacorthum rufum
- Aulacorthum sclerodorsi
- Aulacorthum sedens
- Aulacorthum sensoriatum
- Aulacorthum siniperillae
- Aulacorthum smilacis
- Aulacorthum solani
- Aulacorthum speyeri
- Aulacorthum spinacaudatum
- Aulacorthum syringae
- Aulacorthum takahashii
- Aulacorthum vaccinii
- Aulacorthum vandenboschi
- Aulacorthum watanabei